# Бицов
Бицов (њем. Bützow) град је у њемачкој савезној држави Мекленбург-Западна Померанија. Једно је од 62 општинска средишта округа Гистров. Према процјени из 2010. у граду је живјело 7.585 становника. Посједује регионалну шифру (AGS) 13053013.

## Географски и демографски подаци
Бицов се налази у савезној држави Мекленбург-Западна Померанија у округу Гистров. Град се налази на надморској висини од 2 метра. Површина општине износи 39,7 km². У самом граду је, према процјени из 2010. године, живјело 7.585 становника. Просјечна густина становништва износи 191 становник/km².